# Кейсі Келлер
Кейсі Келлер (англ. Kasey Keller, нар. 29 листопада 1969, Олімпія, США) — колишній американський футболіст, що грав на позиції воротаря.
Виступав, зокрема, за клуби «Лестер Сіті» та «Тоттенгем Готспур», а також національну збірну США, у складі якої один з двох гравців, що брали участь у чотирьох чемпіонатах світу.
Володар Кубка англійської ліги. У складі збірної — чотириразовий володар Золотого кубка КОНКАКАФ. За версією IFFHS посів третє місце у списку найкращих воротарів XX сторіччя у Центральній і Північній Америці.

## Клубна кар'єра
У дорослому футболі дебютував 1989 року виступами за команду клубу «Портленд Тімберс», в якій провів один сезон, взявши участь лише у 10 матчах чемпіонату.
Протягом 1991—1996 років захищав кольори команди клубу «Міллволл».
Своєю грою за останню команду привернув увагу представників тренерського штабу клубу «Лестер Сіті», до складу якого приєднався 1996 року. Відіграв за команду з Лестера наступні три сезони своєї ігрової кар'єри. Більшість часу, проведеного у складі «Лестер Сіті», був основним голкіпером команди.
Протягом 1999—2001 років захищав кольори команди клубу «Райо Вальєкано».
2001 року уклав контракт з клубом «Тоттенгем Готспур», у складі якого провів наступні три роки своєї кар'єри гравця. Граючи у складі «Тоттенгем Готспур» також здебільшого виходив на поле в основному складі команди.
Згодом з 2004 по 2008 рік грав у складі команд клубів «Саутгемптон», «Боруссія» (Менхенгладбах) та «Фулгем».
Завершив професійну ігрову кар'єру у клубі «Сіетл Саундерз», за команду якого виступав протягом 2009—2011 років.

## Виступи за збірну
1990 року дебютував в офіційних матчах у складі національної збірної США. Протягом кар'єри у національній команді, яка тривала 18 років, провів у формі головної команди країни 102 матчі.
У складі збірної був учасником чемпіонату світу 1990 року в Італії, де, утім 20-річний воротар залишався на лаві запасних. Згодом також брав участь у фінальних частинах чемпіонату світу 1998 року у Франції, чемпіонату світу 2002 року в Японії і Південній Кореї та чемпіонату світу 2006 року в Німеччині. Таким чином став одним з двох (разом з Клаудіо Рейною) гравців збірної США, що були учасниками чотирьох світових першостей.
Сім разів брав участь в розіграшах Золотого кубка КОНКАКАФ — у 1991, 1996, 1998, 2002, 2003, 2005 і 2007 роках. За результатами чотирьох з цих розіграшів (1991, 2002, 2005 і 2007) саме збірна США здобувала титул найсильнішої футбольної збірної регіону Центральної і Північної Америки.
Також був учасником двох розіграшів Копа Америка, на які запрошували його збірну, — розіграшу Кубка Америки 1995 року в Уругваї та розіграшу Кубка Америки 2007 року у Венесуелі. 1999 року також брав участь у розіграші Кубка конфедерацій, на якому його команда здобула бронзові нагороди.

## Досягнення

### Командні
- Володар Кубка Футбольної ліги:

«Лестер Сіті»: 1996-97
- Переможець Панамериканських ігор: 1991
- Володар Золотого кубка КОНКАКАФ: 1991, 2002, 2005, 2007
- Срібний призер Золотого кубка КОНКАКАФ: 1998
- Бронзовий призер Золотого кубка КОНКАКАФ: 1996, 2003

### Особисті
- Футболіст року в США

1997, 1999, 2005